# Enrique Delfino
Enrique Pedro Delfino (* 15. November 1895 in Buenos Aires; † 10. Januar 1967 ebenda) war ein argentinischer Tangopianist und –komponist, Schauspieler und Humorist.

## Leben und Wirken
Delfino absolvierte eine klassische Musikausbildung in Turin und spielte Klavier auf dem Niveau eines Konzertpianisten. Nach seiner Rückkehr lebte er drei Jahre lang in Montevideo und trat unter dem Namen Delfy als musikalischer Humorist auf. In Buenos Aires wurde er dann Mitglied des Cuarteto de Maestros mit Osvaldo Fresedo, Tito Roccatagliata und Agesilao Ferrazzano. 1920 wurde er vom Orquesta Típica Select für Tangoaufnahmen beim Label Victor in den USA engagiert. Er hatte Auftritte im Radio, spielte als Klaviersolist Aufnahmen bei den Labels Nacional und Victor ein und begleitete Sängerinnen wie Sofía Bozán und Azucena Maizani bei Aufnahmen. Als musikalischer Humorist trat er ein mehreren europäischen Ländern auf.
Neben Film- und Schauspielmusiken komponierte Delfino mehr als 200 Tangos. Er war der Erste, der Texte als Tangos komponierte und gilt mit Sans souci nach einem Text von Juan Carlos Cobián als Pionier der tango romanza. Anders ging Pascual Contursi vor, der zeitgleich den berühmten Tango Mi noche triste komponierte: Er versah einen vorhandenen instrumentalen Tango mit einer Gesangsstimme. Delfinos Milonguita (Esthercita) nach einem Text von Samuel Linnig wurde 1920 am Teatro Opera als Teil der Farce Delikatessen von Linnig und Alberto Weisbach uraufgeführt und von María Esther Podestá gesungen. Seine Tangos waren in Buenos Aires populär, die bedeutendsten Orchester spielten sie, die besten Sänger sangen sie, und Carlos Gardel allein nahm 26 seiner Kompositionen auf. Sein Stil fand Nachfolger in Juan Carlos Cobián, Julio und Francisco De Caro, Osvaldo Fresedo und Joaquín Mora.

## Kompositionen
- Re fa si
- Milonguita
- Haragán
- La copa del olvido
- Bélgica
- Araca corazón
- Aquel tapado de
- Palermo
- Padrino pelao
- Otario que andás penando
- Ventanita florida
- Lucecitas de mi pueblo
- Recuerdos de bohemia
- Santa milonguita
- Claudinette
- Padre nuestro
- Al pie de la Santa Cruz
- Aquel tapado de armiño
- Araca, la cana
- Dicen que dicen
- Estampilla
- El rey del cabaret